# Идеологема
Идеологе́ма — политический термин, часть какой-либо идеологии, элемент идеологической системы человека, общества, политической партии, государства и так далее. 

## Описание
У идеологемы, в отличие от концепции, нет строго определённого (ограниченного) значения. Эти значения меняются в соответствии с политической прагматикой.
Идеологема всегда маркирована, то есть эмоционально окрашена. Целенаправленное использование идеологем является эффективным средством управления массовым сознанием — идеологема легко запоминается и создаёт иллюзию понимания у объекта манипуляции. Отличительным признаком идеологемы считается многократное изменение значений либо изначальная расплывчатость значений.

## Примеры идеологем

### Негативно маркированные идеологемы
массовые репрессии, кулак, культ личности, тоталитаризм, раскольники, наёмники, сепаратисты.

### Позитивно маркированные идеологемы
коллективное руководство, суверенная демократия, демократия, цивилизованный мир, энергетическая сверхдержава, добровольцы, борцы за свободу (независимость).